# سفارة الإمارات العربية المتحدة في واشنطن العاصمة

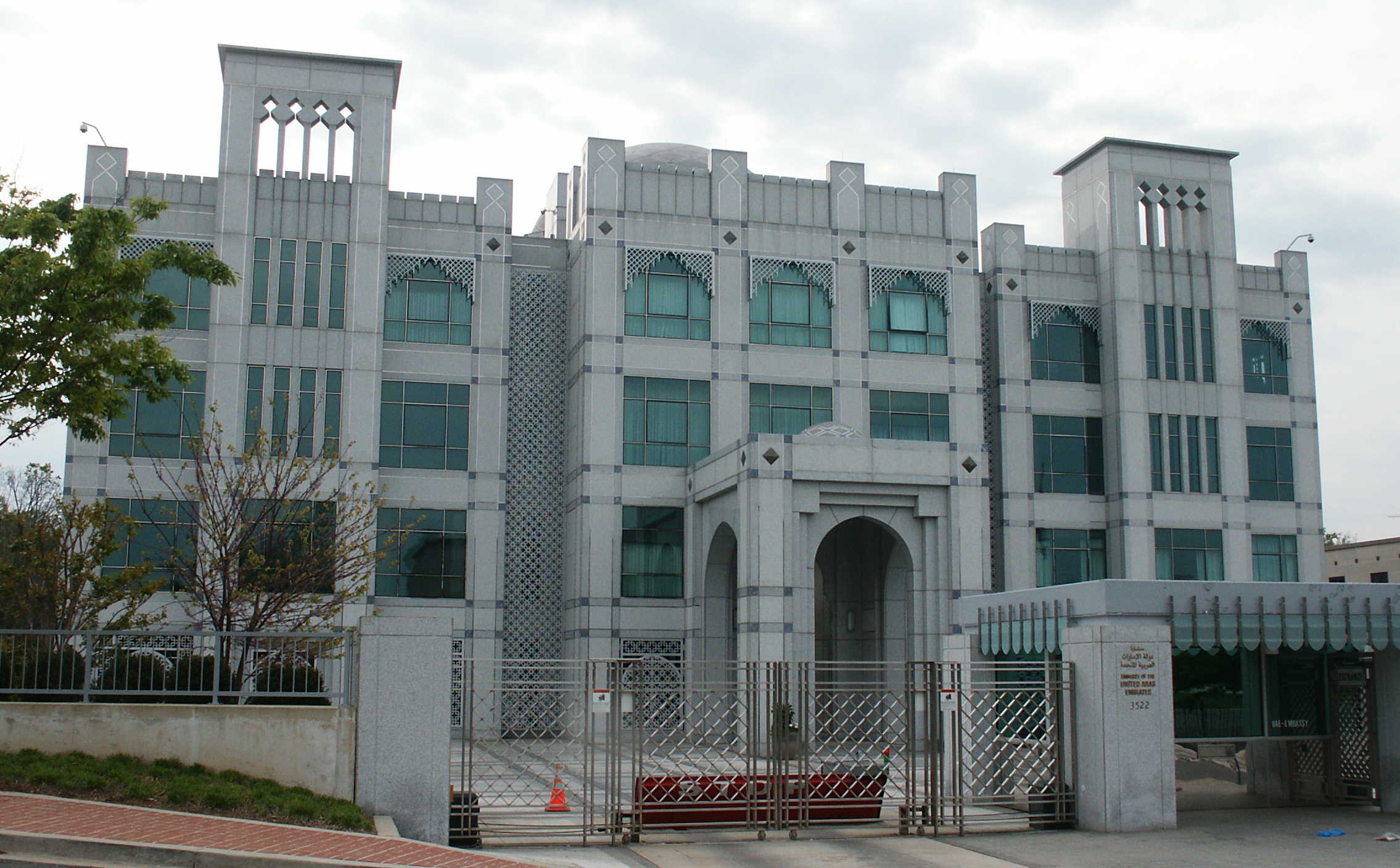
سفارة الإمارات العربية المتحدة في واشنطن العاصمة

سفارة الإمارات العربية المتحدة في واشنطن العاصمة هي بعثة دبلوماسية من دولة الإمارات العربية المتحدة إلى الولايات المتحدة . وهي تقع في 3522 المحكمة الدولية(بالإنجليزية: 3521 International Court)‏، شمال غرب، واشنطن العاصمة ، في حي كليفلاند بارك .
السفير هو يوسف العتيبة .

## وصلات خارجية
- الموقع الرسمي
- موقع شعبة الثقافية
- ويكيمابيا